# 17α-羟孕酮
17α-羟孕酮（英語：17α-Hydroxyprogesterone，17α-OHP)，有时就简称为羟孕酮（英語：hydroxyprogesterone，OHP）是一种孕酮类似的内源性的孕激素类甾体激素，同时也是很多内源性甾体激素生物合成的前体，包括雄激素、雌激素、糖皮质激素和盐皮质激素以及一些神经甾体。

## 生物学活性
由于和孕酮的相似性，17α-OHP是孕酮受体（PR）的一种激动剂，但相比之下比较弱。另外，也是一种盐皮质激素受体（MR）的拮抗剂，也是糖皮质激素受体（GR）的部分激动剂，其EC50不到皮質醇的百分之一。

## 生物合成

甾体激素合成路线图，17α-OHP位于孕烯一行的中左侧